# Oleg Brega
Oleg Brega (n. 26 octombrie 1973, Pepeni, Sîngerei, Republica Moldova) este un jurnalist, activist civic, cineast , membru al organizațiilor "Hyde Park" și ”GenderDoc-M”, editor pe site-ul Curaj.TV și Curaj.Net. Din 2003 până în 2006 a fost președintele organizației  non-guvernamentale „Hyde Park”. Din august 2010 până în iulie 2013 a fost gazda emisiunii "Inamicul Public" de la Jurnal TV. A moderat emisiunea „Inamicul public” ce a revenit pe ecrane la Jurnal TV din octombrie 2017.

## Biografie
Între 1992-1995 a studiat la Institutul de Arte din Chișinău, iar în 1995-1999 la Universitatea de Artă Teatrală și Cinematografică din București, România.
În iunie 1999 a absolvit UATC-ul la secția Regie de Film și TV, fără a susține examenul de licență.
În iunie 2006 a absolvit Academia de Muzică, Teatru și Arte Plastice din Chișinău. Este licențiat în artă cinematografică și televiziune, specialitatea “Regie, imagine film și televiziune”. Studii de masterat la Universitatea “A.I. Cuza” din Iași, Facultatea Filozofie,specializarea “Studii europene de integrare și securitate”.
Începând cu 9 august 2010 este realizatorul emisiunii Inamicul Public la Jurnal TV. Emisiunea a fost închisă de către administrația postului în august 2013 fără ca publicul și Brega să fie anunțați din timp.
La Jurnal de Chișinău, a fost cameraman pentru proiectul Jurnal TV (din 22 mai 2008 pînă pe 1 februarie 2010). Din octombrie 2009 este membru-fondator al organizației sindicale, afiliate Sindicatului din Cultură.
Din septembrie 1992 până în septembrie 1995 a activat la Televiziunea de Stat din Republica Moldova în calitate de regizor secund, Redacția Publicistică, apoi regizor de emisie în Departamentul de Informații.
Din toamna anului 1999 – a colaborat cu Studioul “Moldova-Film”, TVM, Radio “Antena C“, Radio “Sîngera”, portalul de internet www.yam.ro.
A realizat timp de 2,5 ani, la postul de radio Antena C, emisiunea-maraton de liberă exprimare Hyde Park. Pentru activitatea în radio a luat în 2002 premiul pentru cel mai bun jurnalist al anului, decernat de Clubul Național de Presă, îndeosebi pentru emisiunea Hyde Park, devenită populară, chiar dacă era după miezul nopții.
În iunie 2003 a fost închisă de către administrație.
Între 11 mai 2003 și 9 aprilie 2006 a fost președinte al Hyde Park care promovează libertatea de exprimare.
Între ianuarie 2004 și octombrie 2006, a fost angajat la Biblioteca publică Alba Iulia din Chișinău.
Din 2009 administrează proiectul Curaj.TV, post de televiziune virtual, alternativ.
Este membru fondator al Asociației de Informare și Instruire Europeană.
Din august 2010 până în iulie 2013 a fost realizatorul emisiunii Inamicul Public la Jurnal TV și în 2011 a fost gazda Inamicului Public radiofonic la Jurnal FM.
Din 31 decembrie 2011 și până pe 23 iunie 2012 a fost co-prezentator al emisiunii de divertisment de la Jurnal TV Ministerul Adevărului, emisiune de satiră și umor.
Pe 3 noiembrie 2014, Oleg Brega a fost înregistrat în cursa electorală pentru alegerile parlamentare din 30 noiembrie 2014 din Republica Moldova, fiind cel de-al 21-lea concurent înscris la scrutin. Nu a depăsit pragul electoral de 2% stabilit pentru un candidat independent obținând doar 0.88% din numărul total de voturi.
În 2015 Brega s-a înscris în cursa pentru funcția de primar general al municipiului Chișinăului din partea Partidului „Democrația Acasă”. La alegerile locale din Chișinău din 14 iunie 2015, el a acumulat 1,37% din sufragii.
În 2019 a candidat independent pentru un loc în Parlament din partea Diasporei, circumscripția 50, la Est de Republica Moldova. A ieșit a patrulea din 12 candidați, aproape la egal cu reprezentantul PSRM și candidata PDM.
În 2020 s-a înscris în Partidul Verde din România, a fost ales președinte interimar al filialei sectorului 5 din București.

## Controverse
În anul 2008 a fost condamnat la 3 zile de arest în urma unui protest  din fața Palatului Național.